# Lijst van burgemeesters van 's-Heerenhoek
Dit is een lijst van burgemeesters van de voormalige Nederlandse gemeente 's-Heerenhoek tot die gemeente in 1970 opging in de gemeente Borsele.
| Ambtsperiode | Naam burgemeester                           | Partij of stroming | Bijzonderheden                                                                                   |
| ------------ | ------------------------------------------- | ------------------ | ------------------------------------------------------------------------------------------------ |
| 1832 - 1851  | Benjamin (B.) Karelse                       |                    |                                                                                                  |
| 1851 - 1859  | Laurus Aalbregtse Rijk                      |                    | Zijn vader Aalbrecht Janse Rijk was van 1809 tot 1813 burgemeester ('maire') van 's Heerenhoek   |
| 1859 - 1879  | Willem Bastiaanse Remijn                    |                    | Dit was de zwager van Laurus Aalbregtse Rijk                                                     |
| 1879 - 1891  | N. van Stee                                 |                    |                                                                                                  |
| 1892 - 1918  | Johannes Gerardus Petrus Timans             |                    |                                                                                                  |
| 1918 - 1923  | Th.C. (Theo) Lucas Luyckx                   |                    | later burgemeester van Tubbergen                                                                 |
| 1923 - 1944  | Constant Frederik Alphons Marie van Horsigh |                    |                                                                                                  |
| 1944         | Ch.J.L.M. Siemons                           | NSB                | eerder waarnemend burgemeester van 's-Heer Abtskerke                                             |
| 1944? - 1957 | Constant Frederik Alphons Marie van Horsigh |                    |                                                                                                  |
| 1957 - 1968  | Rob (R.O.M.) Waelput                        | KVP                | later burgemeester van Leende                                                                    |
| 1968 - 1970  | Jan Lambertus Dregmans                      | ARP                | waarnemend; eerder o.a. burgemeester van Koudekerke en later waarnemend burgemeester van Borsele |